# Primula tsiangii
Primula tsiangii är en viveväxtart som beskrevs av William Wright Smith. Primula tsiangii ingår i släktet vivor, och familjen viveväxter. Inga underarter finns listade i Catalogue of Life.